# NGC 7010
NGC 7010 je masivna eliptična galaksija na razdalji približno 365 milijonov svetlobnih let od Zemlje v ozvezdju Vodnarja. Galaksijo je odkril John Herschel 6. avgusta 1823, kasneje pa jo je katalogiziral Camille Guillaume Bigourdan kot IC 5082.

## Fizikalne značilnosti
NGC 7010 ima široke platojaste lupine zvezd, ki jo obkrožajo. Domnevajo, da so lupine nastale z akrecijo druge galaksije.